# كيني بول
كيني بول (بالإنجليزية: Kenny Poole)‏ هو عازف جاز أمريكي، ولد في 5 أكتوبر 1947 في سينسيناتي في الولايات المتحدة، وتوفي في 27 مايو 2006 بسبب سرطان.

## وصلات خارجية
- كيني بول على موقع ميوزك برينز (الإنجليزية)
- كيني بول على موقع أول ميوزيك (الإنجليزية)
- كيني بول على موقع ديسكوغز (الإنجليزية)